# Massiccio del Monte Pourri
Il massiccio del Monte Pourri è un gruppo montuoso delle Alpi Graie. Si trova nel dipartimento francese della Savoia.

## Collocazione
Il massiccio costituisce la parte più settentrionale delle Alpi della Vanoise e del Grand Arc. È contornato a nord dalla valle del fiume Isère. Il Col du Palet ed il torrente Ponturin lo separano dal massiccio dell'Iseran e dal massiccio della Grande Casse.

## Classificazione
La SOIUSA definisce il massiccio del Monte Pourri come un supergruppo alpino e vi attribuisce la seguente classificazione:
- Grande parte = Alpi Occidentali
- Grande settore = Alpi Nord-occidentali
- Sezione = Alpi Graie
- Sottosezione = Alpi della Vanoise e del Grand Arc
- Supergruppo = Massiccio del Monte Pourri
- Codice = I/B-7.II-C

## Suddivisione
Secondo la SOIUSA il massiccio è suddiviso in due gruppi:
- gruppo del Dôme de la Sache (6)
- gruppo del Mont Pourri (7)

## Montagne
Le montagne principali sono:
- mont Pourri - 3.779 m
- monte Turia - 3.650 m
- Dôme de la Sache - 3.601 m
- Dôme des Platières - 3.473 m

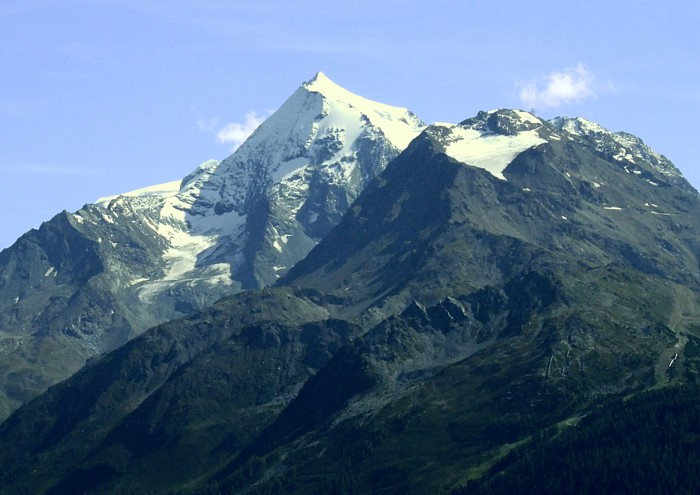
Il mont Pourri.

- Aiguille du Saint-Esprit - 3.414 m
- Aiguille Rouge - 3.227 m
- Pointe de l'Aliet - 3.109 m